# Illice tyres
Illice tyres là một loài bướm đêm thuộc phân họ Arctiinae, họ Erebidae.